# The Wolves (Wales)
The Wolves ("de wolven") zijn drie rotsen in het Kanaal van Bristol, ongeveer twee kilometer ten noordwesten van het eiland Flat Holm. Ze zijn ongeveer 25 meter bij 20 meter. 
De onbewoonde eilandjes zijn verantwoordelijk voor het vergaan van ten minsten twee schepen:
- de William & Mary sloeg in 1817 op de rotsen en zonk binnen enkele minuten. 54 passagiers gingen verloren; 50 van hen werden teruggevonden en begraven op Flat Holm.
- de Swansea Packet zonk in 1917 met alle 60 passagiers en bemanning